# Malye Sludicy
Malye Sludici (in lingua russa Малые Слудицы) è una città della Russia, sul fiume Oredež, nell'Oblast' di Leningrado.